# Pseudomalaxia
Pseudomalaxia là một chi bọ cánh cứng trong họ Chrysomelidae.
Chi này được miêu tả khoa học năm 1926 bởi Laboissiere.

## Các loài
Chi này gồm các loài:
- Pseudomalaxia africana Laboissiere, 1926